# Shin Saburi
Shin Saburi (佐分 利信, Saburi Shin) est un acteur et réalisateur japonais, né le 12 février 1909 à Utashinai dans la préfecture de Hokkaidō et mort le 22 septembre 1982 dans l'arrondissement d'Itabashi à Tokyo. Son vrai nom est Yoshio Ishizaki (石崎 由雄, Ishizaki Yoshio). Au début de sa carrière à la Nikkatsu, il a utilisé le nom de scène de Gen Shimazu (島津 元, Shimazu Gen).

## Biographie
Yoshio Ishizaki est fils de mineur, il étudie tout en travaillant puis entre à la Nikkatsu en tant qu'acteur en 1930. Il apparait pour la première fois à l'écran dans Miss Japon (日本嬢, Misu Nippon, 1931) de Tomu Uchida, sous le nom de scène de Gen Shimazu,. En 1935, il passe à la Shōchiku et change son nom de scène pour Shin Saburi. Il devient rapidement un jeune premier populaire avec des films comme Rêve (あこがれ, Akogare, 1935) et Le Fardeau de la vie (人生のお荷物, Jinsei no onimotsu, 1935) de Heinosuke Gosho ou encore Les Trois Prétendants (婚約三羽烏, Konyaku sanbagarasu, 1937) de Yasujirō Shimazu.
En dehors du Japon, il est surtout connu pour les rôles qu'il a tenus dans un grand nombre de films de Yasujirō Ozu.
Shin Saburi est apparu dans près de 190 films entre 1931 et 1982, il a aussi réalisé 14 films dans les années cinquante.

## Filmographie partielle

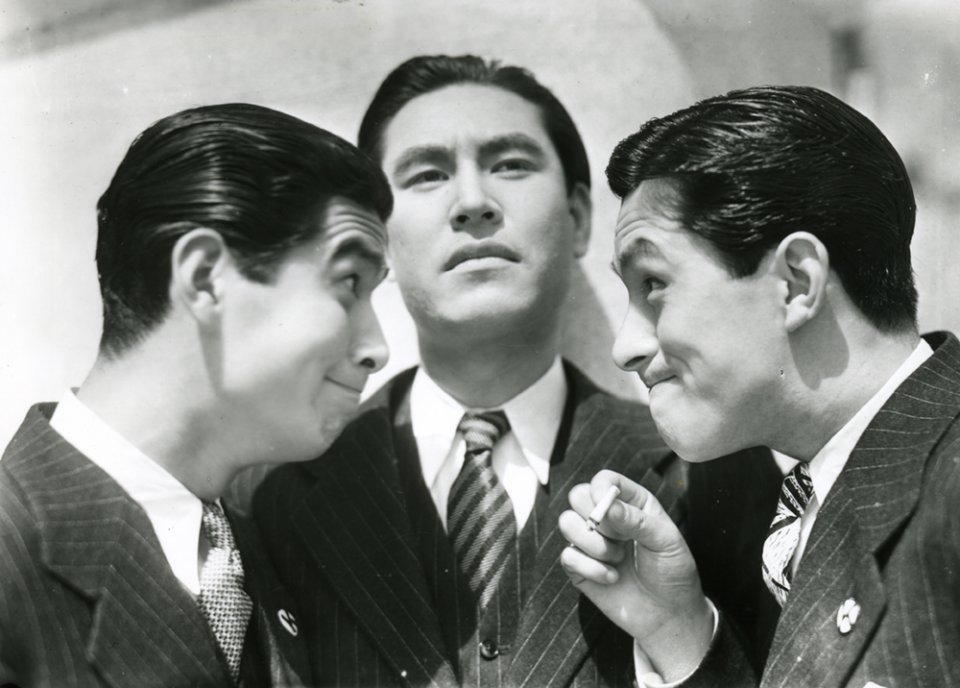
Shūji Sano, Shin Saburi et Ken Uehara dans Les Trois Prétendants (1937).

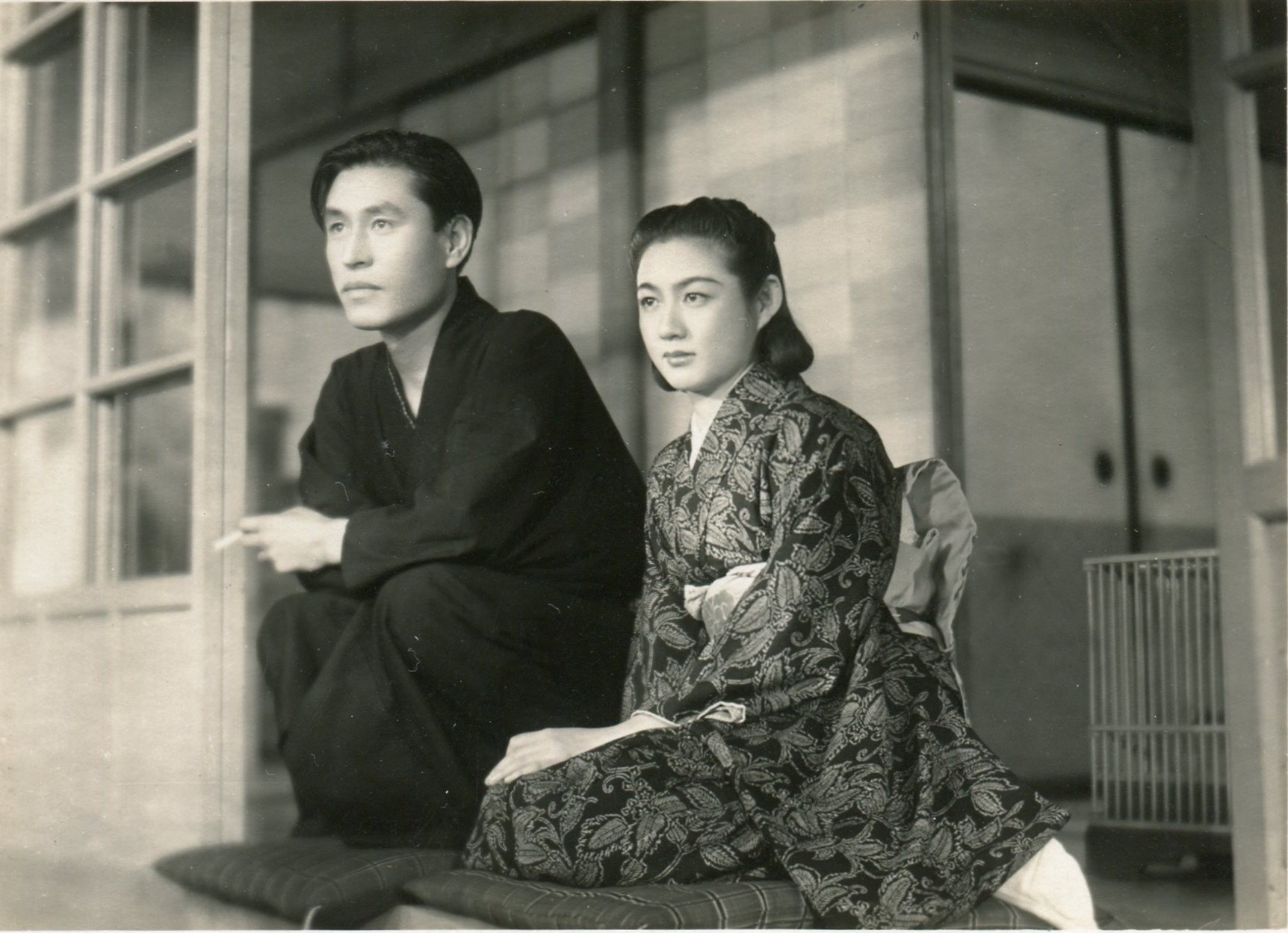
Shin Saburi et Michiko Kuwano dans Les Frères et Sœurs Toda (1941).

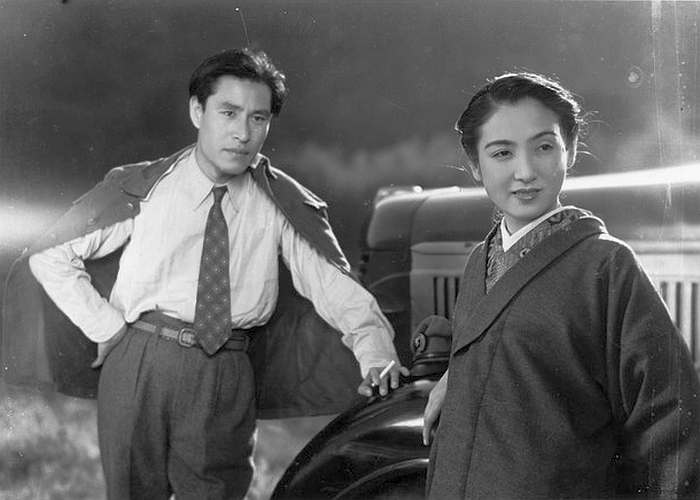
Shin Saburi et Hiroko Kawasaki dans Le Chœur de l'aube (1941).

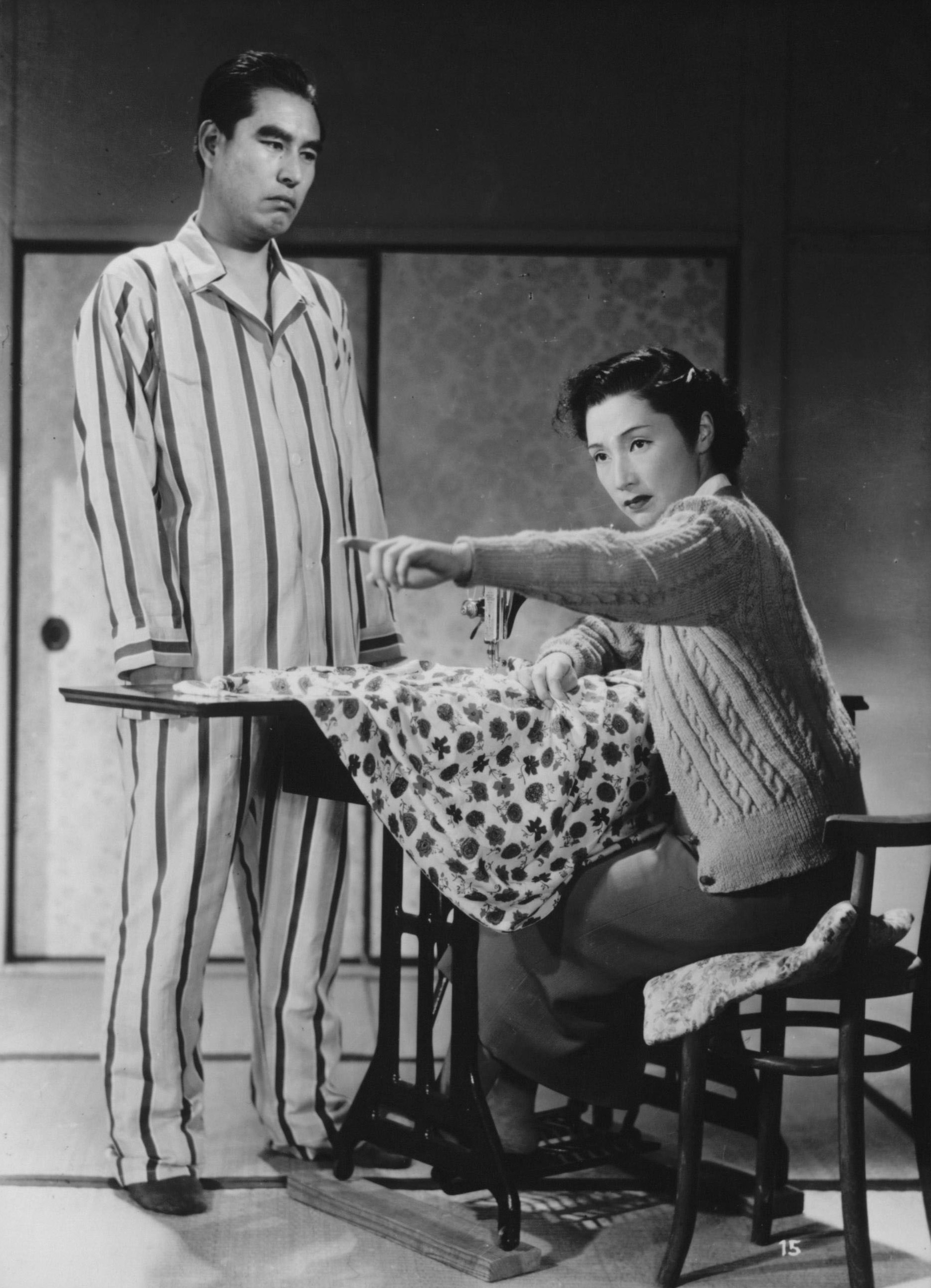
Shin Saburi et Mieko Takamine dans L'École de la liberté (1951).

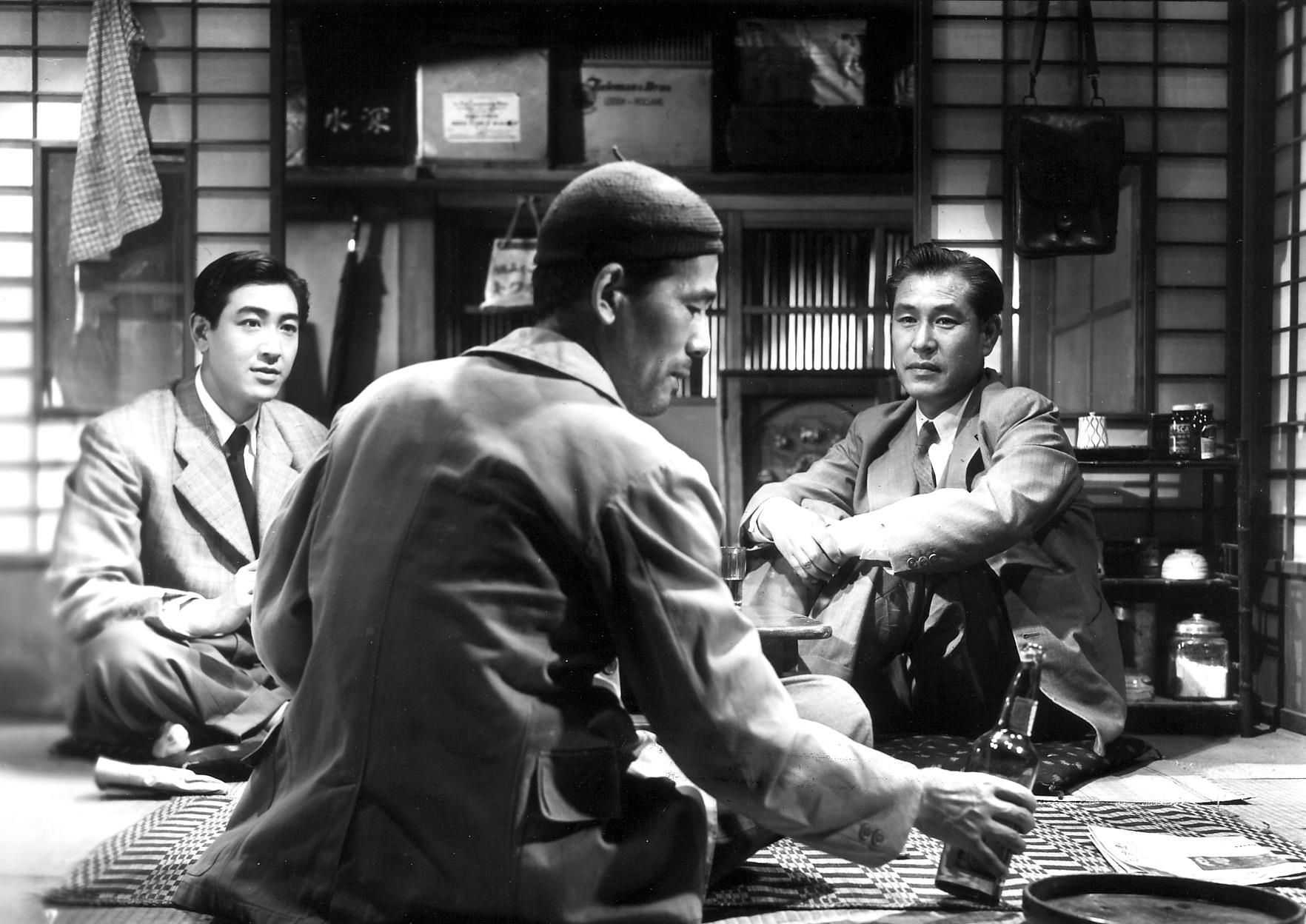
Kōji Tsuruta, Chishū Ryū et Shin Saburi dans Le Goût du riz au thé vert (1952).

### Acteur
- 1931 : Miss Japon (日本嬢, Misu Nippon?) de Tomu Uchida : San-chan
- 1931 : Les Faits divers (三面記事, Sanmen kiji?) de Tomu Uchida
- 1931 : Hokuman no teisatsu (北満の偵察?) de Hisatora Kumagai
- 1932 : Saraba Tōkyō (さらば東京?) de Hisatora Kumagai
- 1935 : Rêve (あこがれ, Akogare?) de Heinosuke Gosho
- 1935 : Le Fardeau de la vie (人生のお荷物, Jinsei no onimotsu?) de Heinosuke Gosho : Kimimasa Hashimoto
- 1936 : Les Montagnes de la passion (感情山脈, Kanjō sanmyaku?) de Hiroshi Shimizu
- 1936 : Réunion de famille (家族会議, Kazoku kaigi?) de Yasujirō Shimazu
- 1936 : La Femme de la brume (朧夜の女, Oboroyo no onna?) de Heinosuke Gosho : le docteur
- 1936 : Hommes contre femmes (男性対女性, Dansei tai josei?) de Yasujirō Shimazu : Yukio
- 1936 : Le Nouveau Chemin : Akemi (新道前篇, Shindo: Zempen Akemi no maki?) de Heinosuke Gosho : Toru Nogami
- 1936 : Le Nouveau Chemin : Ryota (新道後篇, Shindo: Kohen Ryota no maki?) de Heinosuke Gosho : Toru Nogami
- 1937 : Rouge et vert (朱と緑, Shu to midori?) de Yasujirō Shimazu
- 1937 : Le Démon de l'or (金色夜叉, Konjiki yasha?) de Hiroshi Shimizu : Jōsuke Arao
- 1937 : Les Trois Prétendants (婚約三羽烏, Konyaku sanbagarasu?) de Yasujirō Shimazu : Shin Miki
- 1938 : Départ (出発, Shuppatsu?) de Hiroshi Shimizu
- 1938 : La Mère et l'Enfant (母と子, Haha to ko?) de Minoru Shibuya : Terao
- 1938 : Une femme et son masseur (按摩と女, Anma to onna?) de Hiroshi Shimizu : Shintarō Ōmura
- 1938 : Katsura, l'arbre de l'amour (愛染かつら, Aizen katsura?) de Hiromasa Nomura : Hattori
- 1938 : Journal d'une famille (家庭日記, Katei nikki?) de Hiroshi Shimizu : Shūzō Ubukata
- 1939 : Zoku aizen katsura (続愛染かつら?) de Hiromasa Nomura : Hattori
- 1939 : Aizen katsura: Kanketsu-hen (愛染かつら 完結篇?) de Hiromasa Nomura : Hattori
- 1939 : Vent du sud (南風, Minamikaze?) de Minoru Shibuya : Michio Nito
- 1939 : Courant chaud (暖流, Danryū?) de Kōzaburō Yoshimura : Yuzo Hibiki
- 1940 : Kinuyo no hatsukoi (絹代の初恋?) de Hiromasa Nomura : Shoichiro Kiriyama
- 1941 : Les Frères et Sœurs Toda (戸田家の兄妹, Todake no kyodai?) de Yasujirō Ozu : Shojiro Toda
- 1941 : Le Chœur de l'aube (暁の合唱, Akatsuki no gasshō?) de Hiroshi Shimizu
- 1941 : Journal d'une femme médecin (女医の記録, Joi no kiroku?) de Hiroshi Shimizu : Kamiya, l'instituteur
- 1942 : Il était un père (父ありき, Chichi Ariki?) de Yasujirō Ozu
- 1945 : Les Demoiselles d'Izu (伊豆の娘たち, Izu no musumetachi?) de Heinosuke Gosho
- 1952 : Le Goût du riz au thé vert (お茶漬の味, Ochazuke no aji?) de Yasujirō Ozu
- 1952 : Vagues (波, Nami?) de Noboru Nakamura : Kosuke
- 1952 : Lamentations (慟哭, Dōkoku?) de Shin Saburi[3]
- 1955 : Bōmeiki (亡命記?) de Yoshitarō Nomura
- 1958 : Fleurs d'équinoxe (彼岸花, Higanbana?) de Yasujirō Ozu
- 1960 : Fin d'automne (秋日和, Akibiyori?) de Yasujirō Ozu
- 1973 : La Chanson de l'aube (朝やけの詩, Asayake no uta?) de Kei Kumai : Inashiro
- 1974 : Le Vase de sable (砂の器, Suna no utsuwa?) de Yoshitarō Nomura
- 1975 : Les Fossiles (化石, Kaseki?) de Masaki Kobayashi
- 1977 : L'Île de la prison (獄門島, Gokumon-tō?) de Kon Ichikawa
- 1978 : L'Incident (事件, Jiken?) de Yoshitarō Nomura
- 1979 : Nihon no fikusā (日本の黒幕?) de Yasuo Furuhata

### Réalisateur
- 1950 : Josei tai dansei (女性対男性?)
- 1950 : Sursis (執行猶予, Shikko yuyo?)
- 1951 : Aa seishun (あゝ青春?)
- 1951 : Fusetsu 20 nen (風雪二十年?)
- 1952 : Lamentations (慟哭, Dōkoku?)[3]

Affiche de Révolte (1954).

- 1952 : Jinsei gekijō: dai ichi bu (人生劇場 第一部 青春愛欲篇?)
- 1953 : Jinsei gekijō: dai ni bu (人生劇場 第二部 残侠風雲篇?)
- 1953 : Hiroba no kodoku (広場の孤独?)
- 1954 : Révolte (叛乱, Hanran?), film terminé par Yutaka Abe
- 1955 : Kokoro ni hana no saku hi made (心に花の咲く日まで?)
- 1956 : Aijō no kessan (愛情の決算?)
- 1957 : Yoru no kamome (夜の鴎?)
- 1958 : Akutoku (悪徳?)
- 1959 : Otome no inori (乙女の祈り?)

## Distinctions
Sauf indication contraire, les informations mentionnées dans cette section peuvent être confirmées par la base de données cinématographiques IMDb,  présente dans la section « Liens externes ».

### Décoration
- 1975 : récipiendaire de la médaille au ruban pourpre

### Récompenses
- 1951 : Blue Ribbon Award du meilleur nouveau réalisateur pour Sursis (Shikko yuyo) et Josei tai dansei[4]
- 1951 : prix du film Mainichi du meilleur acteur pour Sursis (Shikko yuyo) et Kikyo[5]
- 1953 : prix du film Mainichi du meilleur acteur pour Le Goût du riz au thé vert, Vagues et Lamentations[6]
- 1976 : prix du film Mainichi du meilleur acteur pour Les Fossiles[7]
- 1976 : prix Kinema Junpō du meilleur acteur pour Les Fossiles[8]